# Videoxoc
Videoxoc (también escrito VideoXOC) fue un programa de televisión juvenil dirigido por Joan Sibina que se emitió en la cadena catalana TV3 (y ocasionalmente en Canal 9) desde 1992 hasta 1995 en horario de tarde, justo después del Club Super 3 (del que Joan Sibina también fue director hasta 1995). Fue uno de los primeros programas televisivos dedicado enteramente al mundo de los videojuegos y el primero en lengua catalana. Este espacio consistía en comentar juegos de actualidad valorando cada uno de sus aspectos, todo esto mediante unas amistosas voces en off con un estilo muy peculiar. Aunque aparte de los comentarios, dicho programa también incluía secciones en las cuales se respondía a las cartas de los televidentes, habitualmente pidiendo trucos sobre juegos; una sección de ranking con los 5 mejores juegos de cada sistema; y cada cierto tiempo se organizaba un concurso en donde dos participantes se batían en duelo en el videojuego de moda con tal de conseguir interesantes premios. 
Como dato curioso, en 1995, Ediciones Musicales Horus editó un radiocassette y un CD de música con los derechos del programa en el cual se incluían remixes de varios temas videojueguiles al más puro estilo techno/dance de la época.

## Equipo del programa (1994)
- Director: Joan Sibina
- Realizador: Enric Galcerà
- Productor: Josep Rebull
- Idea original y asesoramiento: Àlex Barnet
- Guion: Joan Carreras, Xavier Guàrdia
- Auxiliar de realización: Caterina Vallcorba
- Diseño gráfico: Andrés Cañal
- Montaje: Fede Andujar
- Montaje musical: Oriol Vallvé, Montse Ané
- Postproducción de audio: Josep Romance
- Operadora de caracteres: Montse Acevedo
- Voz en off: Joan Antoni Ramoneda, Anna Noguera
- Coproducción: Intermedia Produccions